# 瓦里文明
瓦里（西班牙语：Huari），是公元500年到公元1000年之间繁盛的中期視野文明，主要分布在现代秘鲁的南部中央沿海地区。拥有相同名字的首都城市坐落于现代秘鲁的阿亚库乔市东北方向25千米处。
文明分布在现代秘鲁的中部安第斯山区以及邻近的西部沿海地带。

## 歷史
起初，瓦里人擴張領土將古代信仰中心帕查卡馬克涵括其中，即使如此，似乎仍保留大部分自治權。隨後，瓦里掌管許多莫切文化與奇穆文化的領地。拓展的原因至今仍有爭議，認為是由信仰皈依、軍事征服或者農業知識的傳播（特別是梯田農業）所造成。
由於百年來的乾旱，瓦里文明大約在800年開始衰頹。考古學家確認城市瓦里在1000年人口戲劇性地大幅減少，儘管仍有少數後代佔領該處。同時間，瓦里城市居民的萎縮導致主要建築關閉。考古證據顯示有顯著程度的人與人間的暴力，推測戰爭與敵對陣營的襲擊促使瓦里國家結構的崩毀。

## 政府
由於沒有出現他們使用文字的記錄，鮮少知道有關瓦里行政體系的細節。但是，同質行政體系的強調與明顯社會分層的證據，表明一個複雜社會──政治階層。
2013年發現的皇家陵墓，瓦爾梅城，對於瓦里文明在當時社會與政治的影響，提供新的見解。陪伴三個皇家婦女的墓葬品種類廣泛，展現出一個文化擁有龐大物質財富，以及統治北祕魯沿海多年的顯著權力。

## 體系
擴張期間，瓦里在不同省份設立體系獨特的行政中心，這些中心明顯有別於蒂亞瓦納科的體系，由此，學者(如 John W. Janusek)認為有聯邦化的傾向。藉由行政中心，瓦里文明大大影響附近地區。他們藉由梯田技術來開闢新的區域，並資助正在建築的主要路網。許多世紀後，當印加開始拓展帝國時，他們承接這些革新。

## 圖像

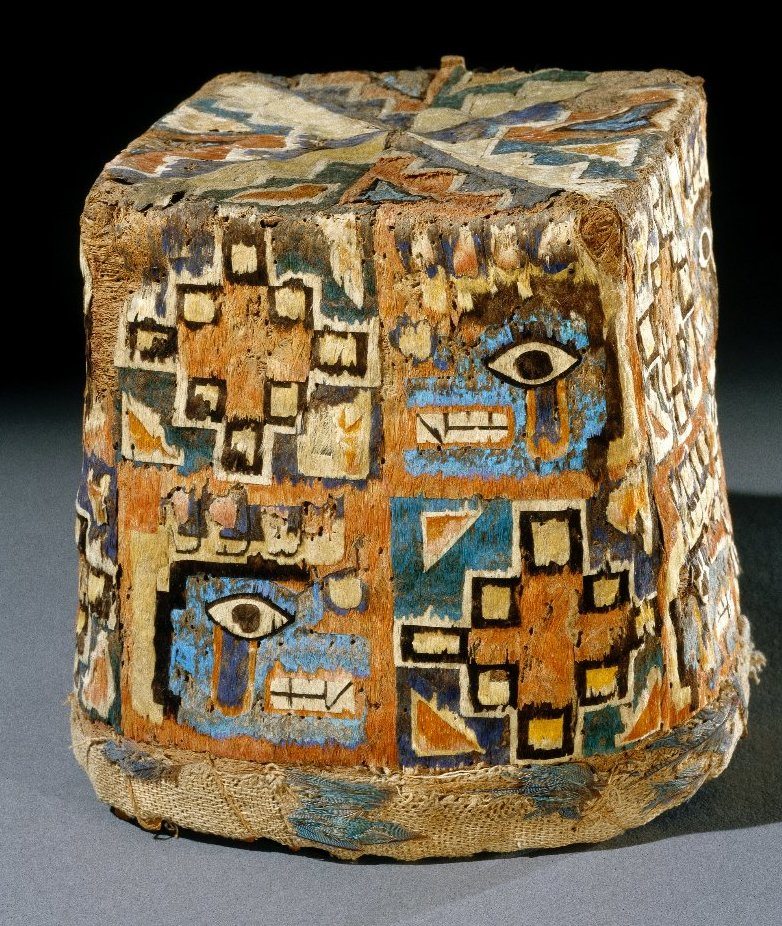
四角帽, 650-1000。 布魯克林博物館
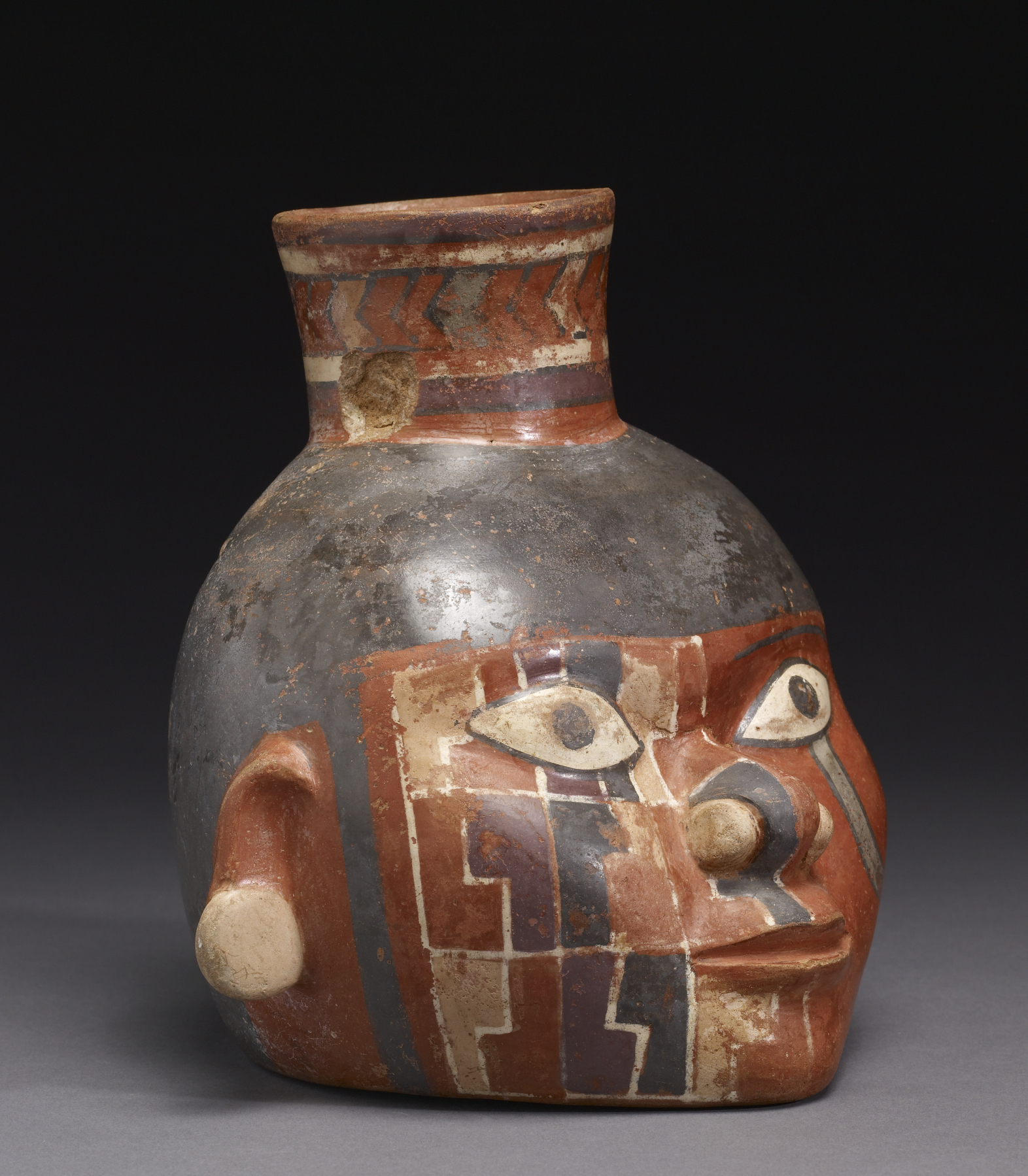
經手繪設計的瓦里陶壺， 650-800年(中期視野)
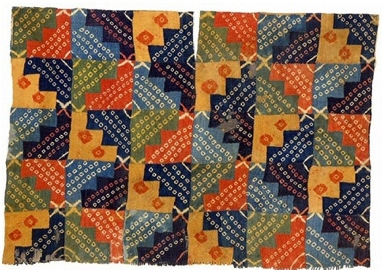
瓦里 丘尼卡, 祕魯, 750-950 年。這件丘尼卡由120片分散小布料製作而成，每塊個別紮染。此時期的陶瓷彩繪出上層男性穿著此樣式的丘尼卡
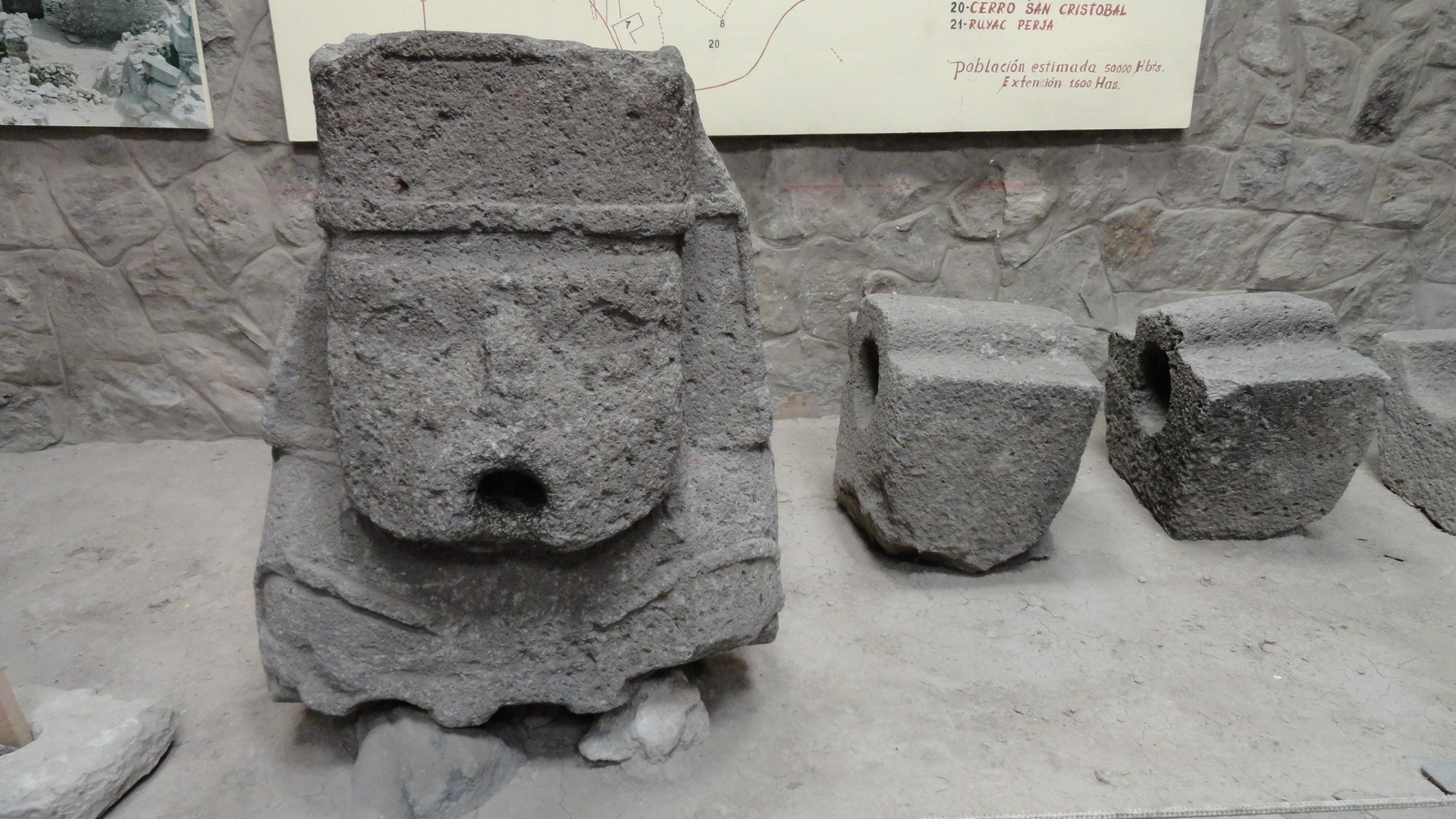
瓦里石柱
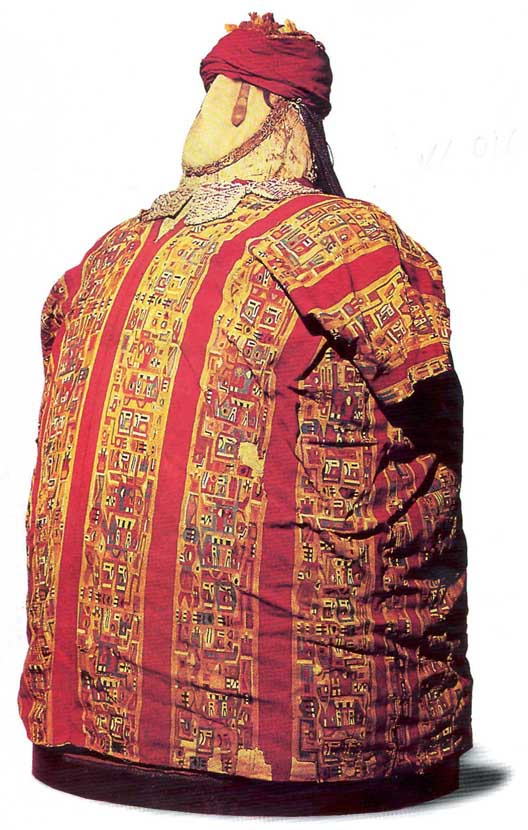
瓦里文明葬禮時的捆裹
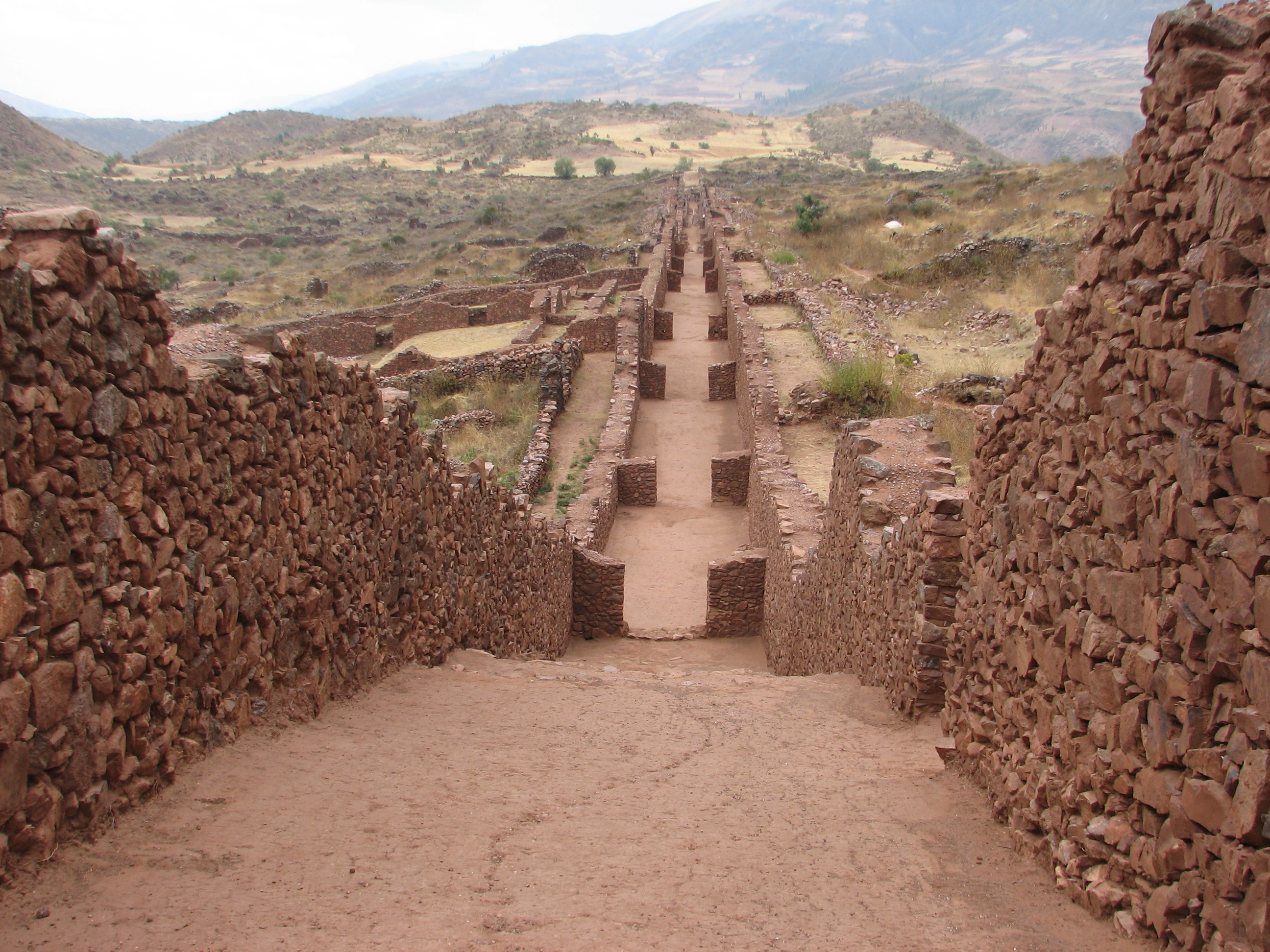
瓦里文明在庫斯科建立彼基拉克塔行政中心
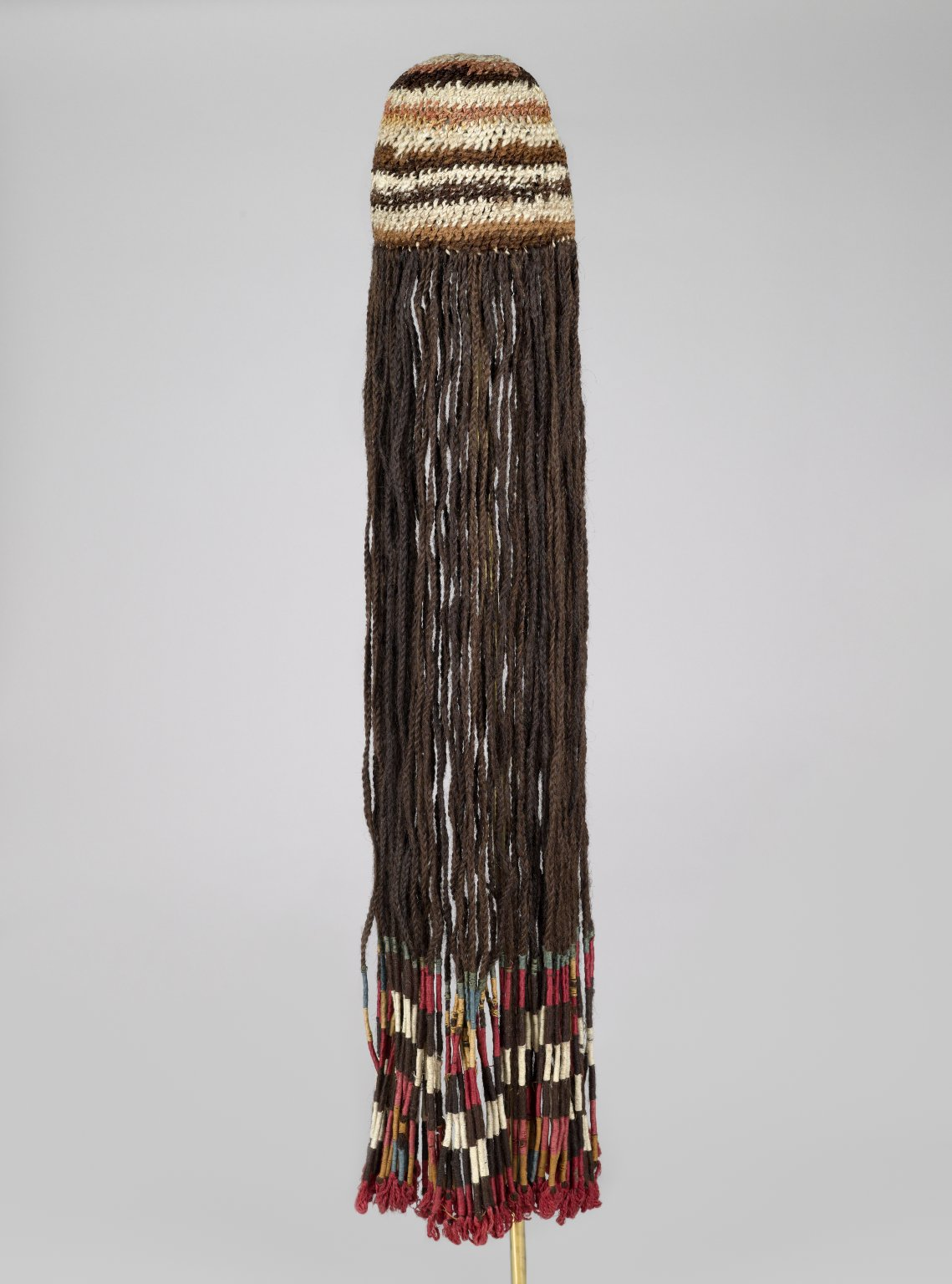
假髮 頭飾, 瓦里人, 600-1000 年, 布魯克林博物館